# وناس عمر

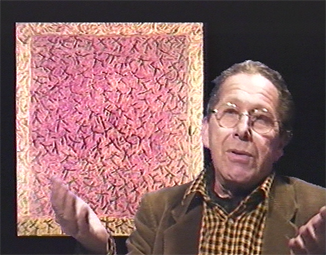
وناس عمر

وناس عمر ولد عام 1936، هو رسام تونسي. يدرس منذ عام 1970 بالمدرسة الوطنية للفنون الجميلة بتونس.

## وصلة خارجية
صفحة بالموسوعة السمعية البصرية للفن المعاصر (بالفرنسية)